# Air Mali
Air Mali är ett flygbolag från Mali. De flyger mestadels gamla sovjetiska och tjeckoslovakiska flygplan, bland annat:
- Antonov An-24
- Iljusjin Il-18
- LET-410
- Jakovlev Jak-42